# Cleanthes
Cleanthes (tiếng Hy Lạp: Κλεάνθης, Kleanthēs) (330 TCN tại Assos-230 TCN tại Athens) là nhà triết học người Hy Lạp. Ông là người gìn giữ từng chữ của Zeno xứ Citium. Ông sống tằn tiện và kết thúc cuộc đời bằng cách nhịn ăn.